# Grafelijke zalen
Het Grafelijk kasteel is een kasteel in het midden van het Binnenhof in Den Haag. Het functioneerde als paleis der Graven van Holland en is met name bekend om de Ridderzaal. Deze wordt gebruikt voor officiële staatsaangelegenheden en is de grootste ruimte van het kasteel. 

## Geschiedenis

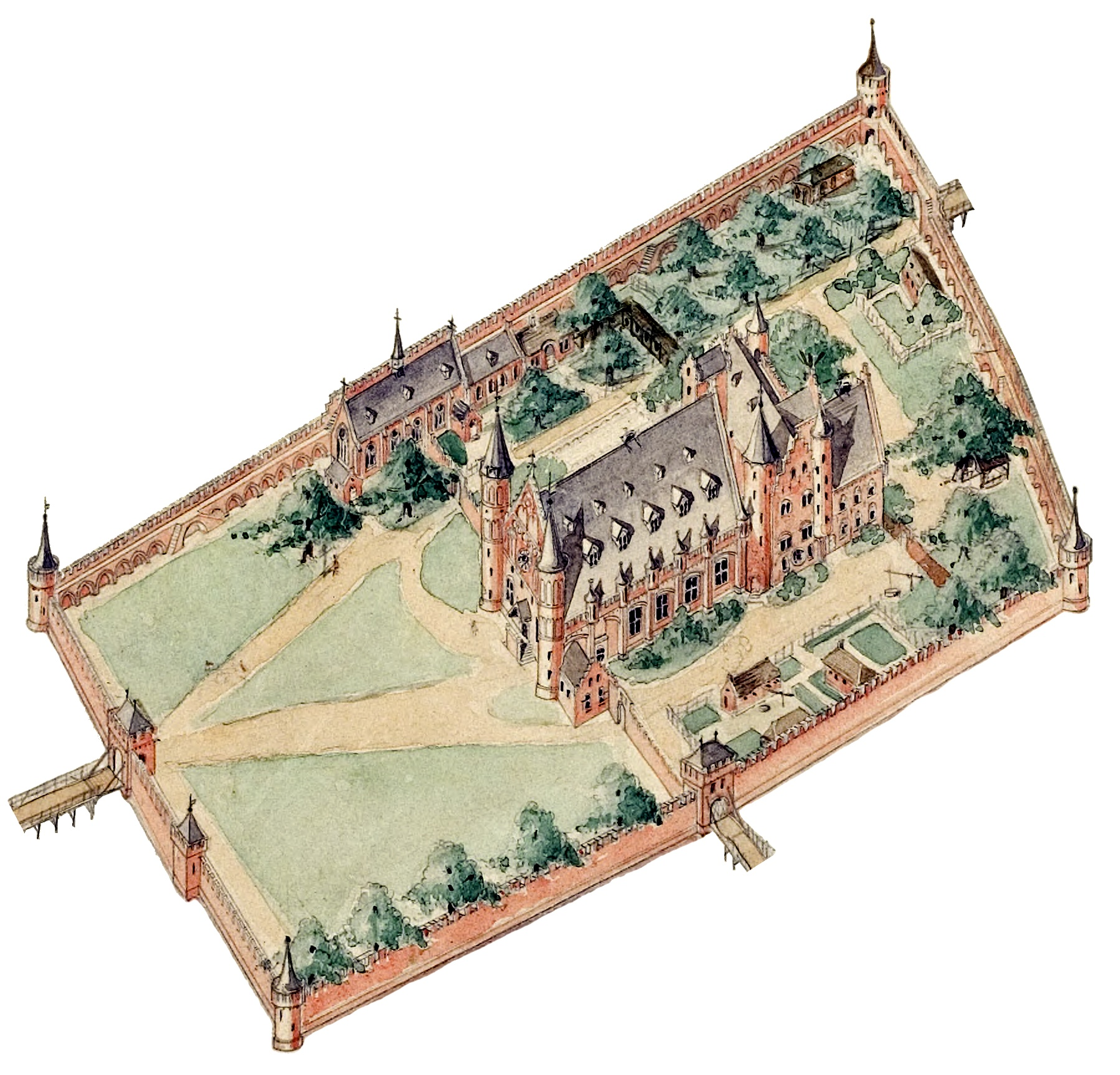
Reconstructietekening van het kasteel in ca. 1280

Het gebouw dateert uit de dertiende eeuw en over de vroege geschiedenis is niet veel bekend, mogelijk is de bouw al begonnen onder graaf Floris IV. Onder graaf Willem II van Holland werd begonnen met de bouw van de grote Ridderzaal. Het complex is voltooid onder graaf Floris V, vermoedelijk rond 1288.
In 1480 schreef Johan Veldenaer in zijn Chronyck van Hollandt over de rol van Willem II als bouwheer nadat hij uit Duitsland terugkeerde als koning van het Heilige Roomse Rijk:
Daar na toech die Coninch in syn Greeffscap in Hollant, daer hi mit groter eren ende weerdicheyt ontfanghen wert.
Ende hi dede in den Haghe tymmeren een Conincklick Pallaes, daer hi van hoghen saken des rycks terecht sat,
die stadtluden ende die borchsaten die gaven goetwillichlick den Coninck tinss ende brochten in des Keyzers
Camer, sodat syn camer overvloedich ryck wert ende groot van schat wert.
Waar in Holland met name werd gebouwd in de stijl van de Hollandse gotiek, is het kasteel opgetrokken in de stijl van de Scheldegotiek, die romaanse kenmerken combineert met gotische. Ook de abdijkerk van Loosduinen, gebouwd tussen 1238 en 1250, heeft hier karakteristieken van. Als een van de bouwmeesters wordt vaak Gerard van Leyden genoemd. Deze klerk, raadsman en leermeester van Floris V had in elk geval de financiële en administratieve verantwoordelijkheid gedurende de bouw.
De oudste zalen zijn de Kelderzaal en de Rolzaal. Daarachter bevinden zich de De Lairessezaal (genoemd naar Gerard de Lairesse) met daarboven de Hogerbeetskamer (genoemd naar Rombout Hogerbeets). Boven de Rolzaal bevindt zich de Weeskamer. De grootste zaal, door Floris V gerealiseerd in de vorm van een Engelse koningszaal, is echter de Grote Zaal, die tegenwoordig de Ridderzaal wordt genoemd. Minder bekend is dat er zich een binnenplaats bevindt tussen het Rolgebouw en de Ridderzaal, welke in de twintigste eeuw is overdekt. Deze binnenplaats is niet zichtbaar vanaf de openbare straat op het Binnenhof. Vanaf de binnenplaats is nog een enkele kerker bereikbaar, tegenwoordig in gebruik als opslagruimte.
De (middelste) kelder onder de Ridderzaal betreft, volgens Graven van Holland van D.E.H. de Boer en E.H.P. Cordfunke, het oudste gebouw van het Binnenhof. Het gebouw was er eerder dan de Rolzaal, de Haagtoren, de ronde traptoren, de vertrekken van de gravin én de Ridderzaal. Door het ophogen van de grond is het nu een kelder geworden. In een van de drie overwelfde kelders bevindt zich de expositieruimte onder de Ridderzaal. 

### Rolzaal
De Rolzaal, oorspronkelijk de Oude Zaal van het middeleeuwse grafelijk hof van Holland, bevindt zich in het eigenlijke woongedeelte van de graven, wat tegenwoordig gesimplificeerd het Rolgebouw wordt genoemd. De zaal is echter slechts een van de vertrekken in dit gebouw, dat drie lagen en een vliering telt. Het gebouw omvat tevens de vierzijdige Haagtoren, waarin zich onder meer een kleine kapel van Albrecht van Beieren bevond en telt twee erkertorens, waarin trappen naar de verdiepingen. Boven de kapel sliep de graaf. In 1511 werd de Oude Zaal in gebruik genomen als rechtszaal ofwel rolzaal van het Hof van Holland. Al snel werd de zaal naar de nieuwe functie vernoemd. De zaal bevat onder meer twee monumentale gotische schouwen. Tegenwoordig wordt de zaal gebruikt voor officiële gelegenheden van de Staat der Nederlanden. De Rolzaal bevindt zich een stuk boven het maaiveld, boven de Kelderzaal. In 2020 werd deze zaal tijdens de coronacrisis door de ministers gebruikt voor een vergadering omdat deze zaal prima gebruikt kon worden om veilig afstand te houden, zonder dat men besmet kon raken door het coronavirus.

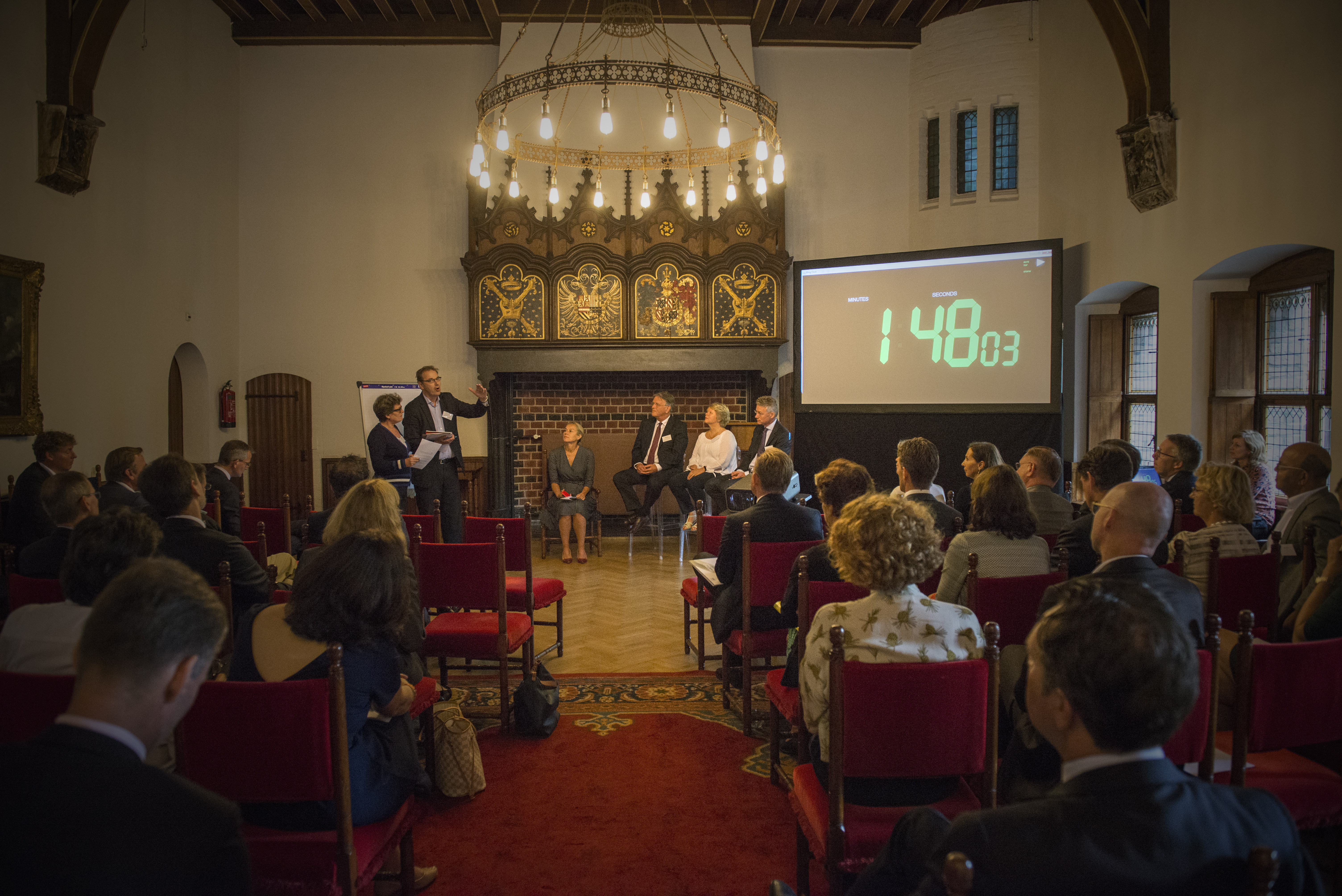
Gebruik van de Rolzaal

### Kelderzaal
De begane grond van het Rolgebouw ligt deels beneden het maaiveld. Dit is niet de oorspronkelijke situatie. Ten tijde van de bouw lag het maaiveld lager dan tegenwoordig. Aan het einde van de middeleeuwen werd de grond van het Binnenhof opgehoogd, waardoor de begane grond de suggestie geeft dat het gaat om een souterrain. De omvang van deze ruimten is echter dusdanig groot, dat je niet kan spreken van ondergeschikte vertrekken. Het grote overwelfde vertrek uit de dertiende eeuw onder de Rolzaal, welke onterecht wordt aangeduid als de “kelderzaal”, heeft een lengte van 24,5 meter en een breedte die uiteenloopt van 8,77 meter aan de zuidzijde tot 9,07 meter aan de noordzijde. De plafondhoogte van ongeveer 6 meter is bijna gelijk aan die van de Rolzaal. Het oppervlak van meer dan 200 vierkante meter maakte het vertrek in de dertiende eeuw geschikt voor officiële functies. Over deze ruimte bestaat echter nauwelijks documentatie. In de 20e en 21e eeuw stond de zaal hoofdzakelijk leeg of werd als opslagruimte gebruikt. In mei 2020 werd de zaal tijdens de coronapandemie weer in gebruik genomen. Met haar ruime afmetingen bleek de ruimte geschikt om, met voldoende afstand tussen de gebruikers onderling, te dienen als vergaderzaal voor een Tweede Kamerfractie, die in de eigen vaste vergaderzaal onvoldoende ruimte had om te kunnen voldoen aan voorzorgsmaatregelen tegen besmetting.

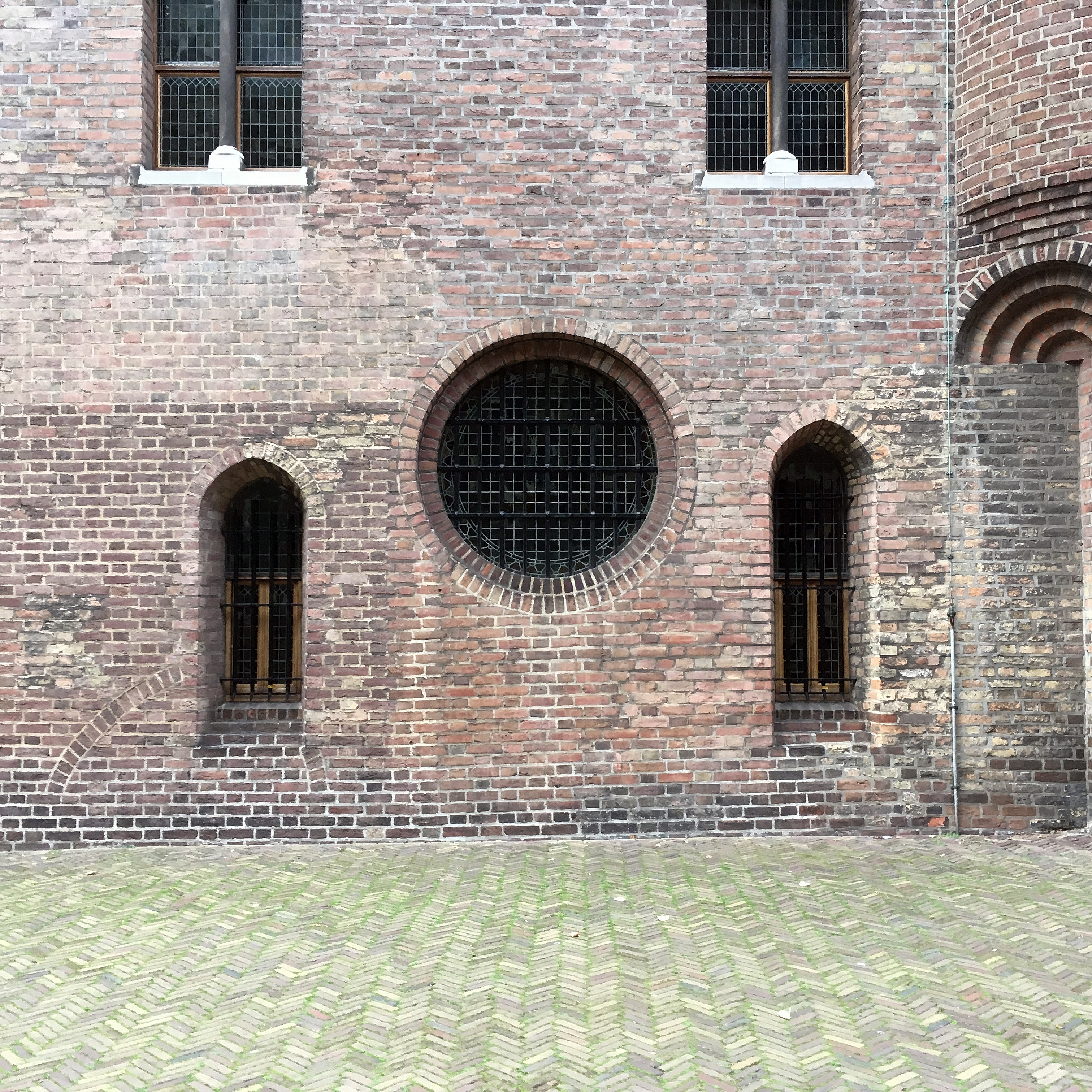
De drie ramen van de kelderzaal onder de Rolzaal.

### Lairessezaal

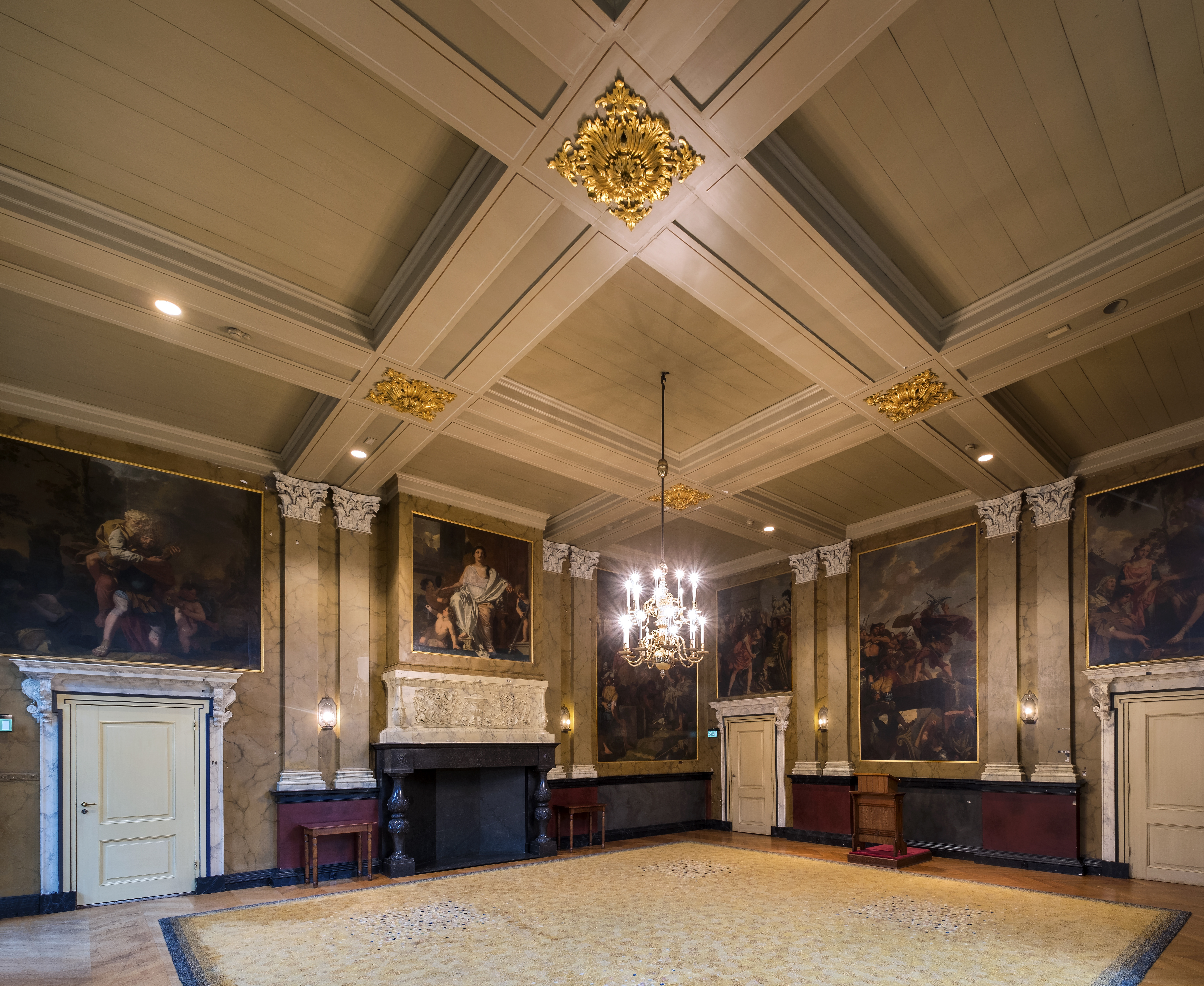
Lairessezaal in 2017

Het gebouw, dat vaak het Lairessegebouw wordt genoemd, betreft een in circa 1329 voltooide uitbouw van de bovengenoemde grafelijke woonvertrekken. Machteld van Lancaster, echtgenote van Willem V van Holland, had in de veertiende eeuw hier haar privévertrekken. Hier bevindt zich de ook voormalige civiele raadkamer van het Hof van Holland, welke ook bekend staat als de Lairessezaal, naar de schilder Gerard de Lairesse die de wanden ervan in 1688-1689 van beschilderingen voorzag. Deze doeken, met thema's ontleend aan de geschiedenis van de Romeinse republiek, vertonen een bijzondere juridische iconografie.

### Grote Zaal
De Grote Zaal of Ridderzaal vertoont qua opzet invloed van de Oude Westminster Hall in Londen, wellicht omdat er een politiek bondgenootschap was met de Engelse koning. De bouw werd mogelijk betaald met het geld van de afkoopsom die Floris V ontving toen hij afzag van aanspraak op de Schotse troon. Onder de Ridderzaal bevinden zich drie grote overwelfde kelders. Opvallend is dat de middelste kelder de oudste is. De verst van het Rolgebouw gelegen kelder betreft de op een na oudste en de kelder tussen het Rolgebouw en oudste kelder is de nieuwste. Aangenomen wordt dat de oudste (middelste) kelder deel uitmaakte van een eerdere bebouwing op die plek. De muren van de oudste kelder zijn aantoonbaar oorspronkelijk geen deel van de huidige Ridderzaal geweest. Zo bevat de oudste kelder aan drie zijden in de muren uitsparingen voor ramen, die duidelijk in een buitengevel zaten. Ook de ligging van de vloeren van de drie kelders ten opzichte van het maaiveld, alsmede de plafondhoogten zijn telkens anders. Pogingen om de oudste kelder via dendrochronologisch onderzoek te dateren zijn tot nog toe niet geslaagd.
In 1880 zijn door Pierre Cuypers de voorgevel en de twee torenspitsen bij de Ridderzaal gerestaureerd. Daarbij werden de torenspitsen, die al werden afgebeeld op schilderijen uit het midden van de zestiende eeuw, vervangen door een historiserend ontwerp van Cuypers, geïnspireerd op de toenmalige kennis van de gotiek. Dit stuitte in die tijd op hevig verzet van burgers, zo ook van monumentendeskundige Victor de Stuers, die geen goed woord overhad voor het 'fantasieontwerp'. In de media werd spottend gesproken van 'kerktorenspitsen'. Van de oorspronkelijke torenspitsen bestond geen afbeelding of beschrijving. Ook was Cuypers voorbij gegaan aan oude grafelijke rekeningen, waaruit blijkt dat de verdiepte vlakken van de torens en de voorgevel in de middeleeuwen wit waren gepleisterd. De rest van de bakstenen gevel was toen rood geschilderd. Het dak van de Ridderzaal en de bedekking van de torenspitsen waren in diezelfde tijd met goud bekleed geweest.

### Gevangenis
De vertrekken op de verdieping boven de Rolzaal en Lairessezaal werden oorspronkelijk gebruikt als woonverblijven van de graven van Holland. In de zeventiende eeuw is de verdieping meerdere malen in gebruik geweest als gevangenis. In 1600 werd tijdens de Slag bij Nieuwpoort de Spaanse legerleider don Francesco de Mendoza gevangengenomen. Aanvankelijk werd hij vastgezet in het Kasteel van Woerden. In 1601 werd hij verplaatst naar kasteel Persijn in Wassenaar. De admiraal werd vervolgens gedurende elf maanden in 1601-1602 gevangen gehouden in de vertrekken boven de Rolzaal. In augustus 1618 werden na hun arrestatie Johan van Oldenbarneveldt, Hugo de Groot en Rombout Hogerbeets vastgezet in dezelfde vertrekken, waar zij bijna negen maanden zouden moeten verblijven. De onderkanten van de ramen waren dichtgetimmerd, waardoor er geen zicht op de straten was, de ruimten donker waren en een goede luchtverversing ontbrak. In een vierde vertrek op dezelfde verdieping vonden de zittingen plaats van het ad hoc tribunaal dat hen berechtte wegens hoogverraad.

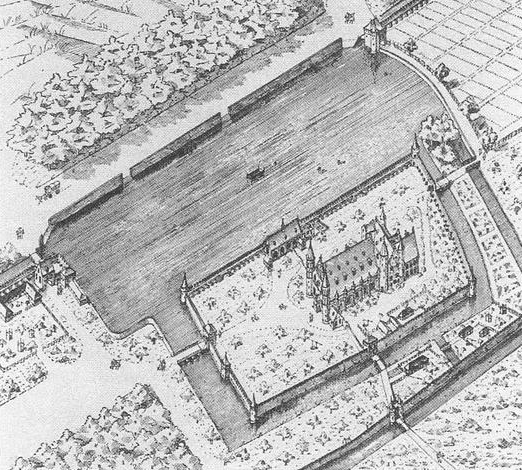
Situatietekening Binnenhof in begintijd
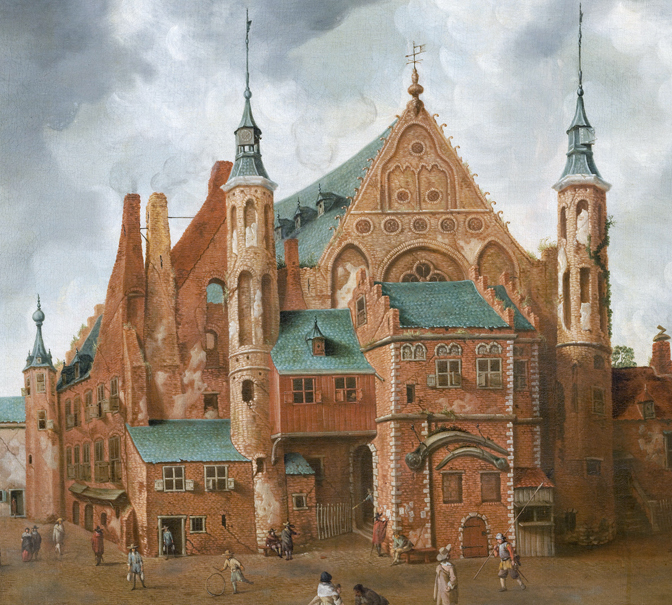
In de 17de eeuw
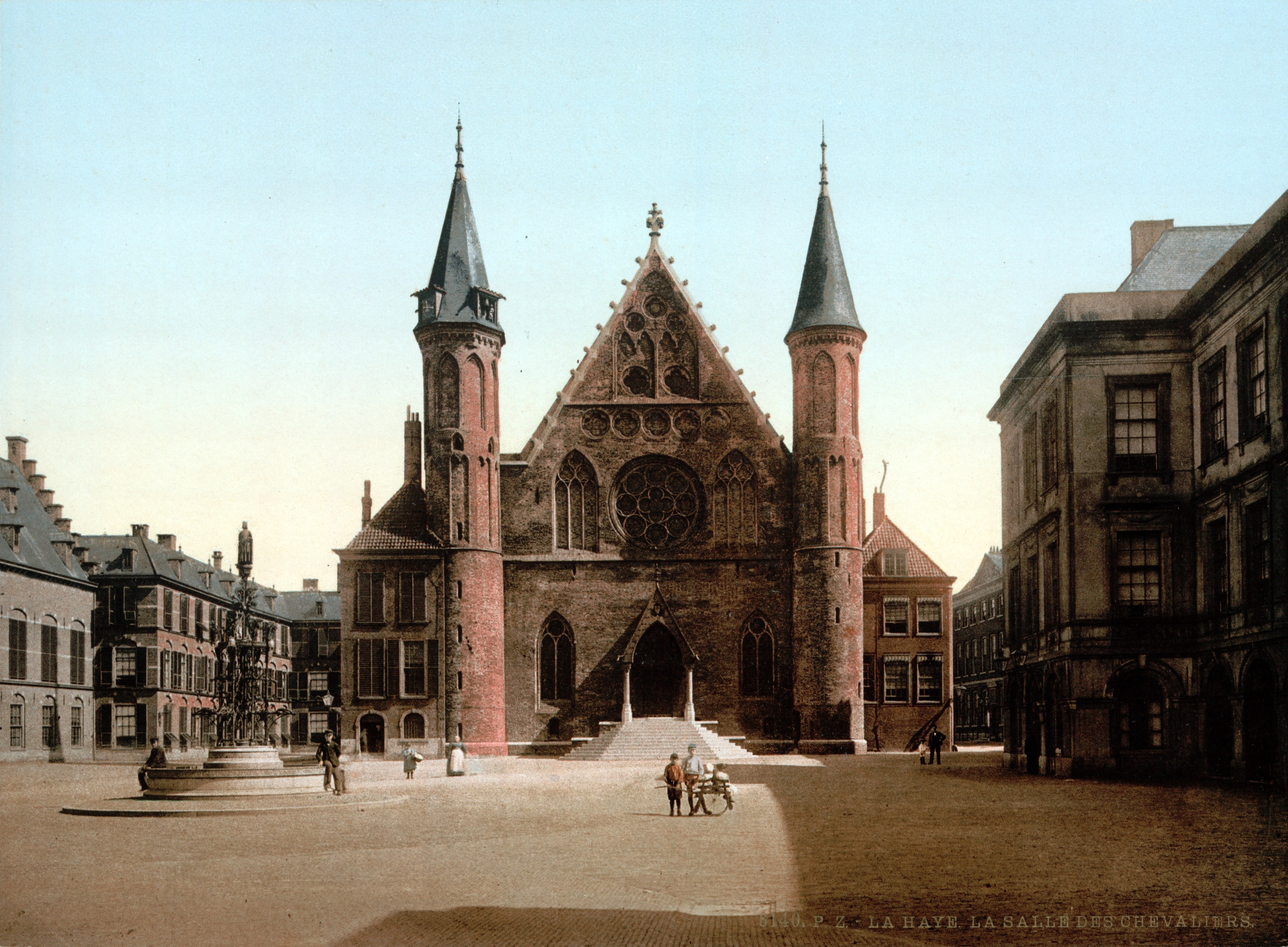
In 1900 na de restauratie door P.J.H. Cuypers
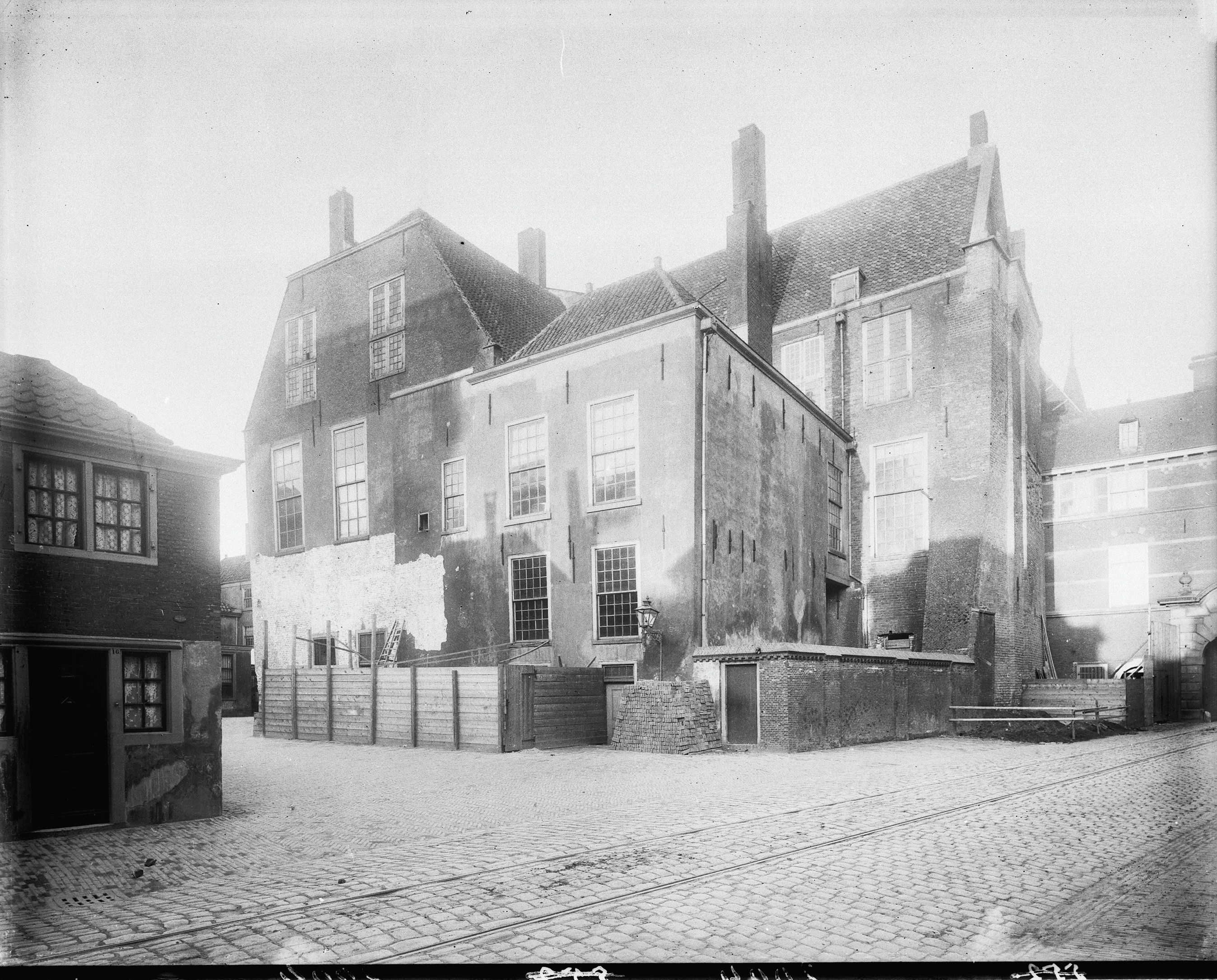
Achterzijde voor de restauratie
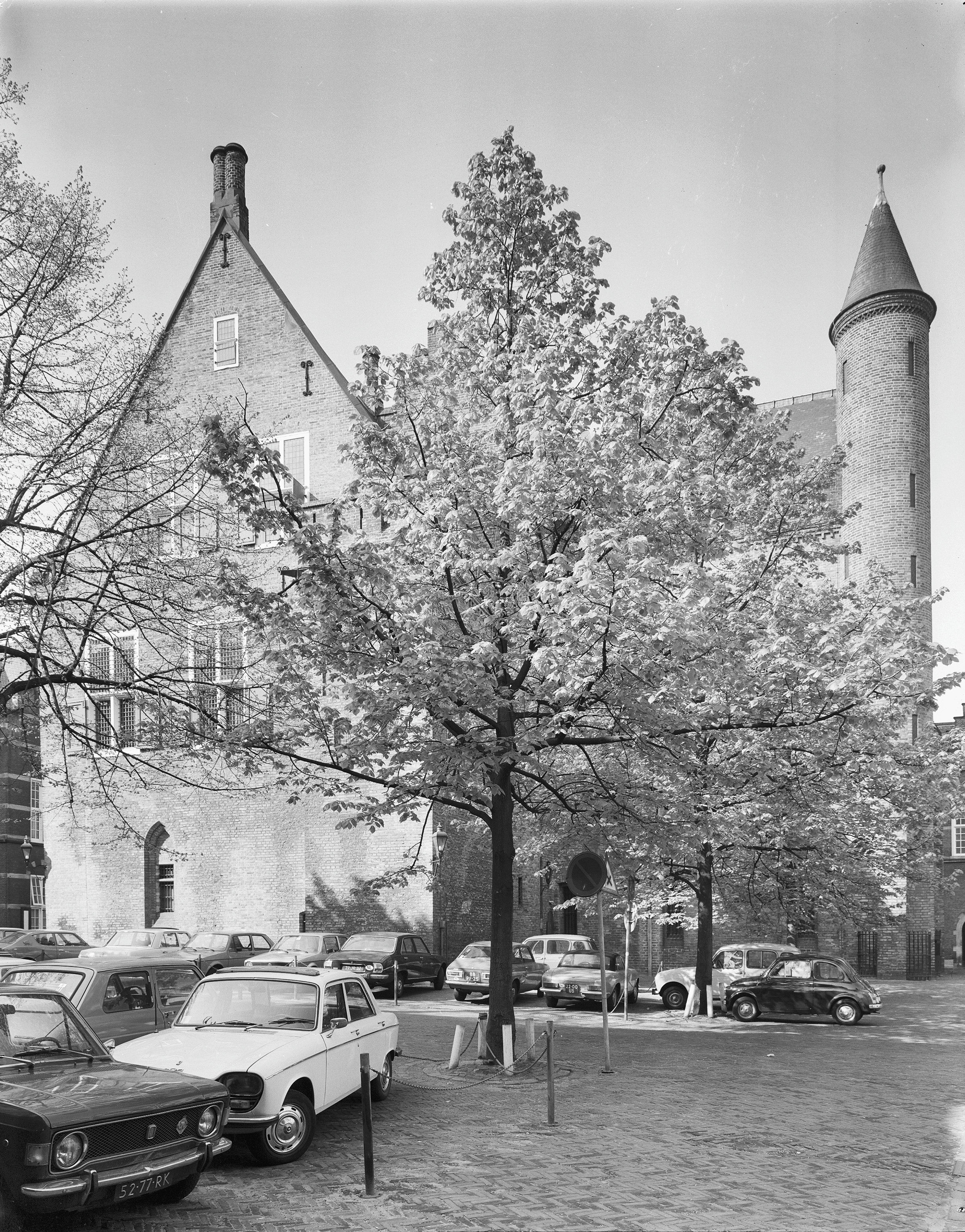
Achterzijde na de restauratie, 1978

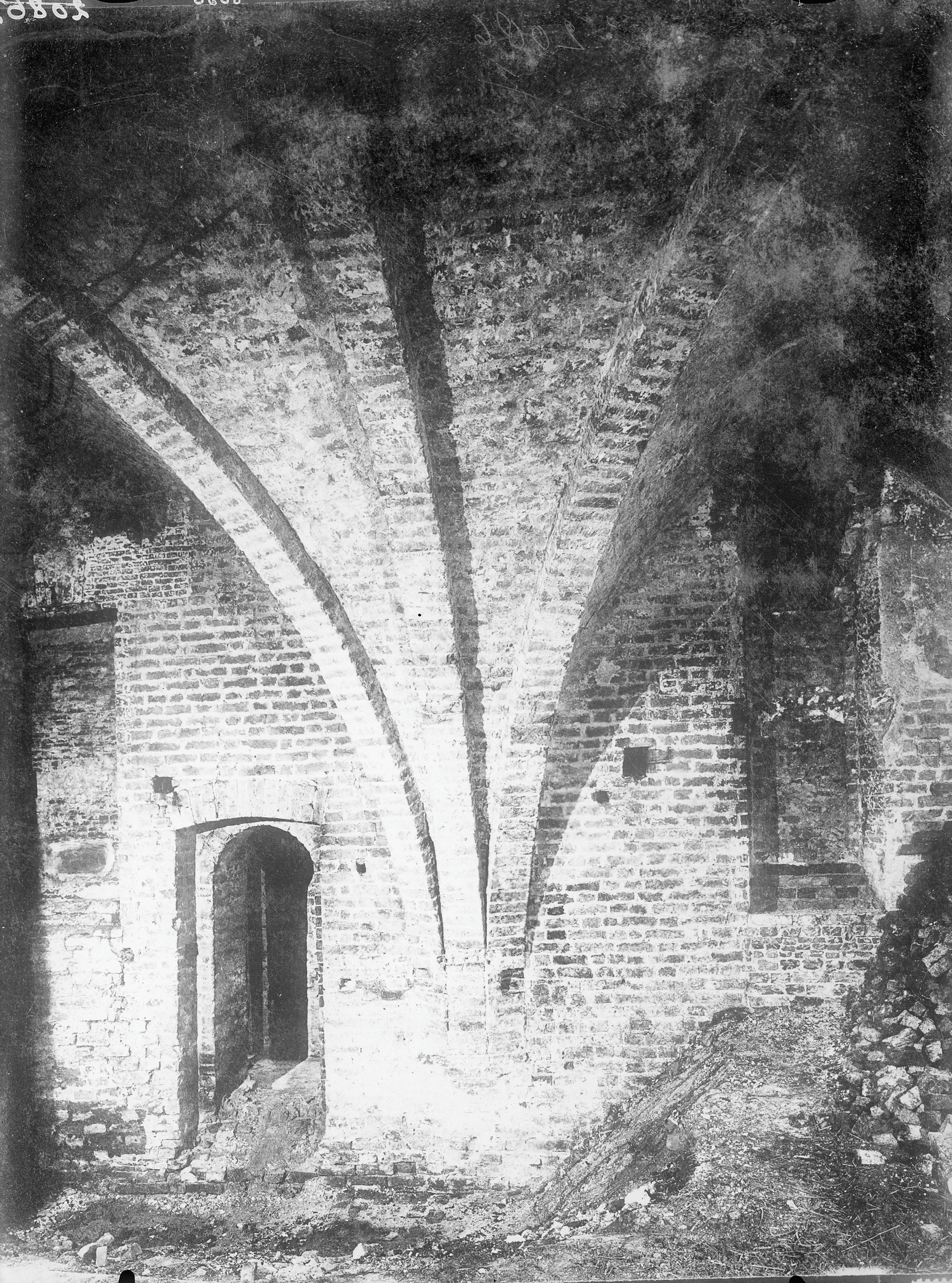
Gewelfd vetrek onder de rolzaal
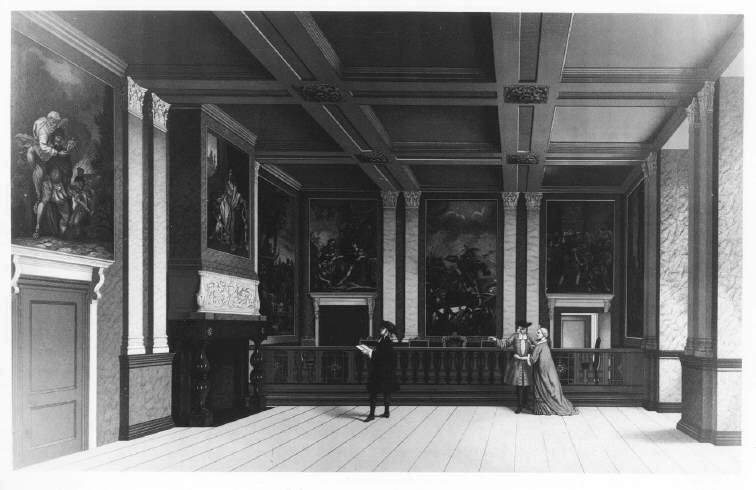
Lairessezaal, 1879
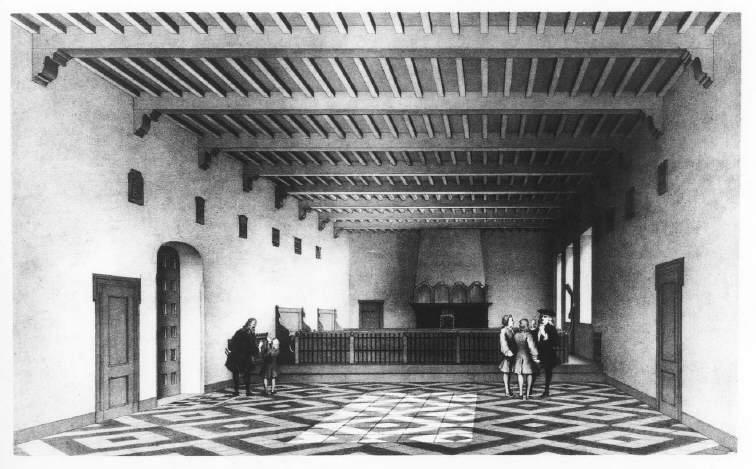
De Rolzaal, 1879
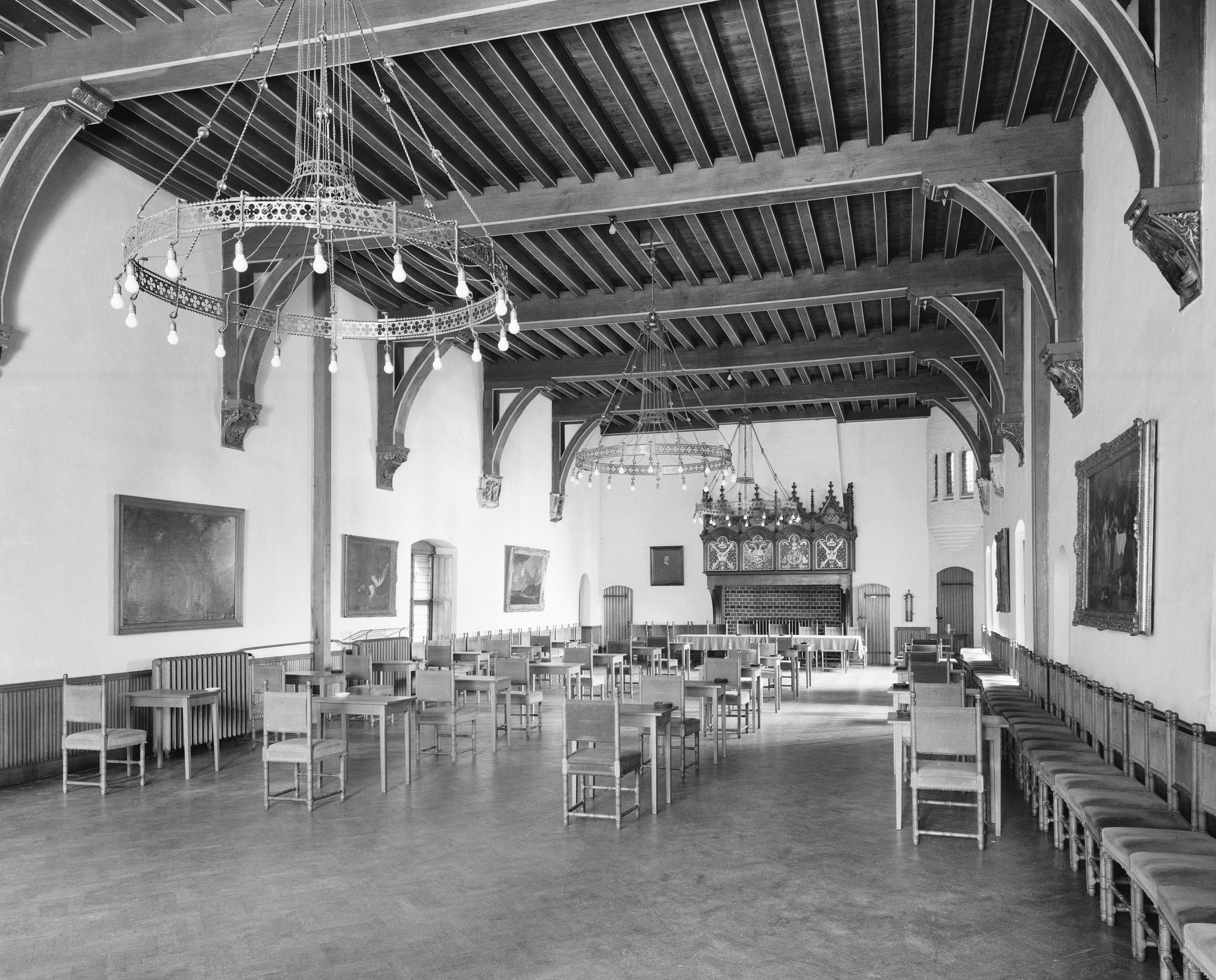
De Rolzaal, 1965
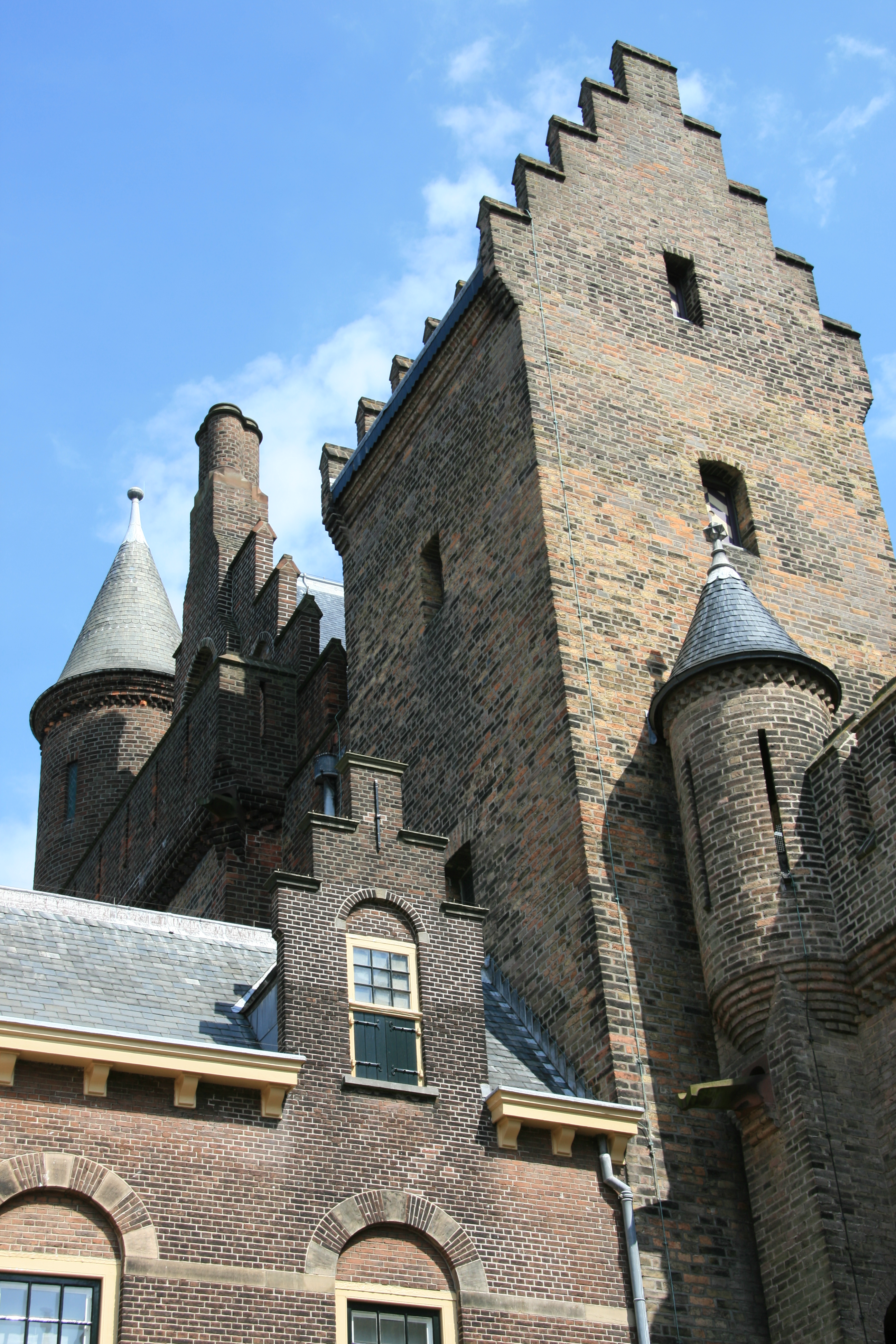
Haagtoren, 2009

## Rijksmonument
De Grafelijke Zalen zijn rijksmonument (met nummer 17475) en eigendom van De Staat (Rijksgebouwendienst).